# アンイーブン・ストラクチャー
アンイーブン・ストラクチャー (Uneven Structure) は2008年に結成されたフランス出身のプログレッシブメタルバンド。

## 略歴
2008年、Igor OmodeiとBenoit Friedrichが在籍していたバンドLongchatが解散した後、インターネットを通じて知り合ったJérôme Colombelli、Aurélien Pereira、Christian Schreilらが加わりUneven Structureが結成された。
2009年にヴィルドジャルタのボーカルDaniel Ädelをセッション・ボーカリストとして迎え、1stEP「8」を自主リリース。
2011年にイングランドのロンドンを拠点に活動しているBasick Recordsと契約、そしてフランスのバンドAnantaで活動していたMatthieu Romarinを新しいボーカルとして迎え入れる。同年9月にテッセラクト・Chimp Spannerと「Lowering The Tone tour」と題したイギリスツアーを行う。その後10月には初のフルアルバムとなる「Februus」をBasick Recordsからリリースした。
2012年1月に結成時からのドラマーであるChristian Schreilが脱退、バンドは彼に代わるドラマーとしてフランス出身のJean Ferryを新しく迎え入れる。
そして新しいラインナップで3月にプロテスト・ザ・ヒーローらとともにイギリスとヨーロッパ各地でツアーを行う。
2013年6月に1stEP「8」を録り直し・再構築した同名のEPをBasick Recordsより再リリースした。

## メンバー
- Matthieu Romarin (ボーカル、2011 ～)
- Jérôme Colombelli (ギター)
- Igor Omodei (ギター)
- Aurélien Pereira (ギター、SE)
- Benoit Friedrich (ベース)
- Jean Ferry (ドラム、2011 ～)

### 元メンバー
- Christian Schreil (ドラム、2009 ～ 2011) - 結成時からのメンバーの中では唯一スウェーデン出身であった。2011年に公開された「Awaken」のミュージック・ビデオに満面の笑みで映っているドラマーは彼である。現在はMeans Endで活動中。

### セッション・メンバー
- Daniel Ädel (ヴィルドジャルタ) - 1stEP「8」にのみボーカルとして参加[7]。

## ディスコグラフィー

### オリジナル・フル・アルバム
- フェブルウス - Februus (2011年)

### EP
- エイト - 8 (2009年)
- エイト - 8 (2009年の同名EP「8」を録り直し・再構築したものとして、2013年にBasick Recordsより再リリースされた)

## 外部サイト
- 公式ウェブサイト（英語）
- Basik Records - Basick Recordsの公式サイト （英語）